# Mount Dasinger
Mount Dasinger är ett berg i Antarktis. Det ligger i Västantarktis. Argentina, Chile och Storbritannien gör anspråk på området. Toppen på Mount Dasinger är 1 360 meter över havet.
Terrängen runt Mount Dasinger är huvudsakligen platt, men söderut är den kuperad. Dasinger är den högsta punkten i trakten. Trakten är obefolkad. Det finns inga samhällen i närheten.